# Nápolyi nyelv
A nápolyi nyelv (saját elnevezése lengua napulitana, napulitano, névelővel ’o nnapulitano) az indoeurópai nyelvcsalád itáliai ágán belül az újlatin nyelvek italo–dalmát csoportjába tartozó nyelv (pontosabban egymáshoz közel álló nyelvjárások összessége) több mint 7 millió beszélővel elsősorban Nápolyban és Dél-Olaszországban (Abruzzo, Basilicata, Calabria, Campania, Molise és Puglia régiókban). Két főbb változata miatt nevezik nápolyi–calabriai nyelvnek is. Régebben nem tartották önálló nyelvnek, hanem csupán az olasz nyelv egyik déli dialektuscsoportjának (nápolyi és campaniai dialektusok); a nyelvészek egy része ma is így beszél róla. Az UNESCO azonban 1998-ban önálló regionális nyelvvé nyilvánította. A toszkán dialektuson alapuló olasz köznyelvvel nem teljesen jó a kölcsönös érthetőség, mivel a nápolyi nyelv néhány lényeges ponton nyelvtanilag is erősen különbözik az olasztól, ilyen például a semlegesnemű főnevek megléte. A nápolyi nyelv nem egységes: számos nyelvjárásra oszlik, ennek ellenére minden nyelvjárás kölcsönösen érthető Nápoly városának nyelvjárásával. Nagy kulturális és történelmi jelentőségű nyelv, számos olasz dal, népdal ezen a nyelven íródott, köztük a világhírű ’O sole mio. Története során a nyelvet jelentős francia, spanyol, illetve normann, de görög és arab hatások is érték, amelyek főként a szókincsben hagytak nyomokat. Legfőbb nyelvjárása a campaniai, melynek a legrégebbi és legterjedelmesebb írásos hagyományai vannak, ezért sokan a campaniai nyelvjárást tekintik a nápolyi irodalmi nyelv alapjának.
Bud Spencer, a világhírű színész szintén nápolyi anyanyelvű volt, s ezt vállalta is. Egyszer saját albumot is adott ki, ahol nápolyi és olasz nyelvű dalai hallhatóak.

## Eltérések az olasz köznyelvtől

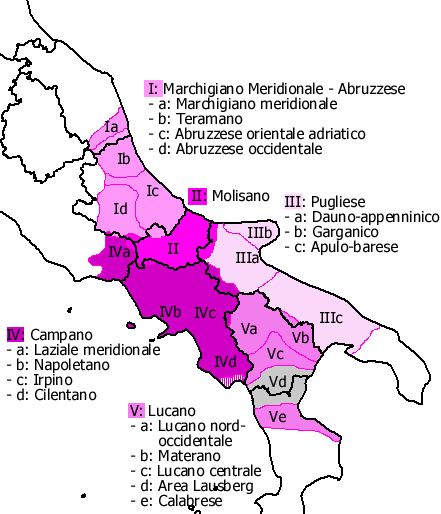
Nápolyi nyelv

Hangtani jellegű eltérések között szerepel, hogy a latin -nd-, -mb- csoportok hasonultak, és -nn-, illetve -mm- lett belőlük, például olasz quando → nápolyi quanno, „mikor”, vagy olasz tamburo → nápolyi tammuro, „dob”. A szavak elejéről lekopott a latin i-, így például az eredetileg in elöljároszó az i- elhagyásával összeolvad a jelzett szóval: ncielo (olaszul in cielo „égen”). A hangsúlytalan e, o, olykor a magánhangzókat – főleg a szó végén – magyar ö-szerű hangnak ejtik, például ’o sole (ejtése: o szólö) „a nap(fény)”. A nyelvtani jellegzetességek között szerepel a semlegesnemű főnevek megléte. Ezek alaktanilag nem különböznek a hímnemű főnevektől: semleges voltukat a névelővel való használatkor a szókezdő mássalhangzó megduplázása jelöli, például ’o mmale „a rossz”. Ez utóbbi, furcsa tulajdonság etimológiai okokra vezethető vissza. A határozott névelő ugyanis a latin illu(m), illa, illud mutatónévmásokból alakult ki hanglekopással (illu[m] > *lo > ’o, illa > *la > ’a és illud > *lod > ’o-), majd a semlegesnemű alak szóvégi -d-je hasonulással beleolvadt a következő szó első mássalhangzójába, megnyújtva azt.
A hím- és semlegesnemű főnevek -o vagy -e, a nőneműek -a vagy -e végződésűek lehetnek. A határozott névelő ha a szó mássalhangzóval kezdődik, hímnemben és semlegesnemben ’o (utóbbi esetben a szókezdő mássalhangzó megduplázódik), nőnemben ’a, többes számban ’e (nőnemű szavak többes számánál a szókezdő mássalhangzó megduplázódik), magánhangzóval kezdődő szavak névelője mindhárom esetben és mindkét számban l’ vagy ll’. Az -o-ra végződő névszók többes száma -i, az -a-ra és -e-re végződőeké -e, az utóbbi esetben a többes számot valamikor a tőmagánhangzó változása is jelzi. Példák a többes szám képzésére: ’o cunto (hímnemű) → ’e cunti; ’a lavannara (nőnemű) → ’e llavannare (itt hasonló jellegű hangváltozás mehetett végbe, mint a semlegesnemű főneveknél); ’o cazone (hímnemű) → ’e cazune; stb.

## Írás és kiejtés
A nápolyi nyelv az olasz ábécét használja, a szavakat az olasz kiejtési szabályoknak megfelelően kell olvasni. Az egyetlen eltérés, hogy használják a j betűt is, amelynek hangértéke a magyaréval azonos [j].

## Nyelvi példák

### Szövegminta
A Miatyánk szövege nápolyi nyelven, olasz köznyelven, kasztíliai spanyolul és latin nyelven:
| Nápolyi | Olasz | Spanyol | Latin |
| --- | --- | --- | --- |
| Pate nuoste ca staje ncielo santificammo ’o nomme tujo faje, vení ’o regno tujo Sempe c’ ’a vuluntà toja, accussí ncielo e nterra. Fance ave’ ’o ppane tutt’ ’e juorne lèvece ’e rièbbete comme nuje ’e llevamme all’ate, nun nce fa spantecà, e llevace ’o mmale ’a tuorno. Amen. | Padre Nostro, che sei nei cieli sia santificato il tuo nome. Venga il tuo regno sia fatta la tua volontà, come in cielo, così in terra. Dacci oggi il nostro pane quotidiano e rimetti a noi i nostri debiti, come noi li rimettiamo ai nostri debitori e non ci indurre in tentazione, ma liberaci dal male. Amen. | Padre nuestro que estás en el cielo santificado sea tu nombre, venga a nosotros tu reino hágase tu voluntad así en la tierra como en el cielo. Danos hoy nuestro pan de cada día y perdona nuestras ofensas como también nosotros perdonamos a los que nos ofenden no nos dejes caer en la tentación y líbranos del mal. Amén. | Pater noster, qui es in caelis sanctificetur nomen tuum: adveniat regnum tuum. Fiat voluntas tua sicut in caelo et in terra panem nostrum quotidianum da nobis hodie et dimitte nobis debita nostra, sicut et nos dimittimus debitoribus nostris. Et ne nos inducas in temptationem; sed libera nos a malo. Amen. |

## Lásd még
- Calabriai dialektusok
- Foggiai dialektus
- Bari dialektus
- Lucaniai dialektus
- Tarantói dialektus
- Szicíliai nyelv
- Italodalmát nyelvek

## Külső hivatkozások
- Ethnologue adatok a nápolyi nyelvről
- Online nápolyi rádió
- Olasz–Nápolyi online szótár
- Nápolyi nyelvlecke a Wikibooks projektben